# إغناثيو دي ليون
إغناثيو دي ليون (بالإسبانية: Ignacio De León)‏ (15 نوفمبر 1977 في الأوروغواي - ) هو لاعب كرة قدم أوروغواني في مركز حراسة المرمى. شارك مع منتخب الأوروغواي لكرة القدم. أما مع النوادي، فقد لعب مع ريفر بليت وناسيونال مونتيفيديو وديبورتيفو مالدونادو وسنترال إسبانيول وRocha F.C. ‏ ونادي سيرو وTacuarembó F.C. ‏ وسنترو أتلتيكو فينكس ‏.

## وصلات خارجية
- إغناثيو دي ليون على موقع قاعدة بيانات كرة القدم.إي يو (الإنجليزية)
- إغناثيو دي ليون على موقع ناشيونال فوتبول تيمز (الإنجليزية)
- إغناثيو دي ليون على موقع Soccerway.com (الإنجليزية)